# Friedhof an der Heidenmauer

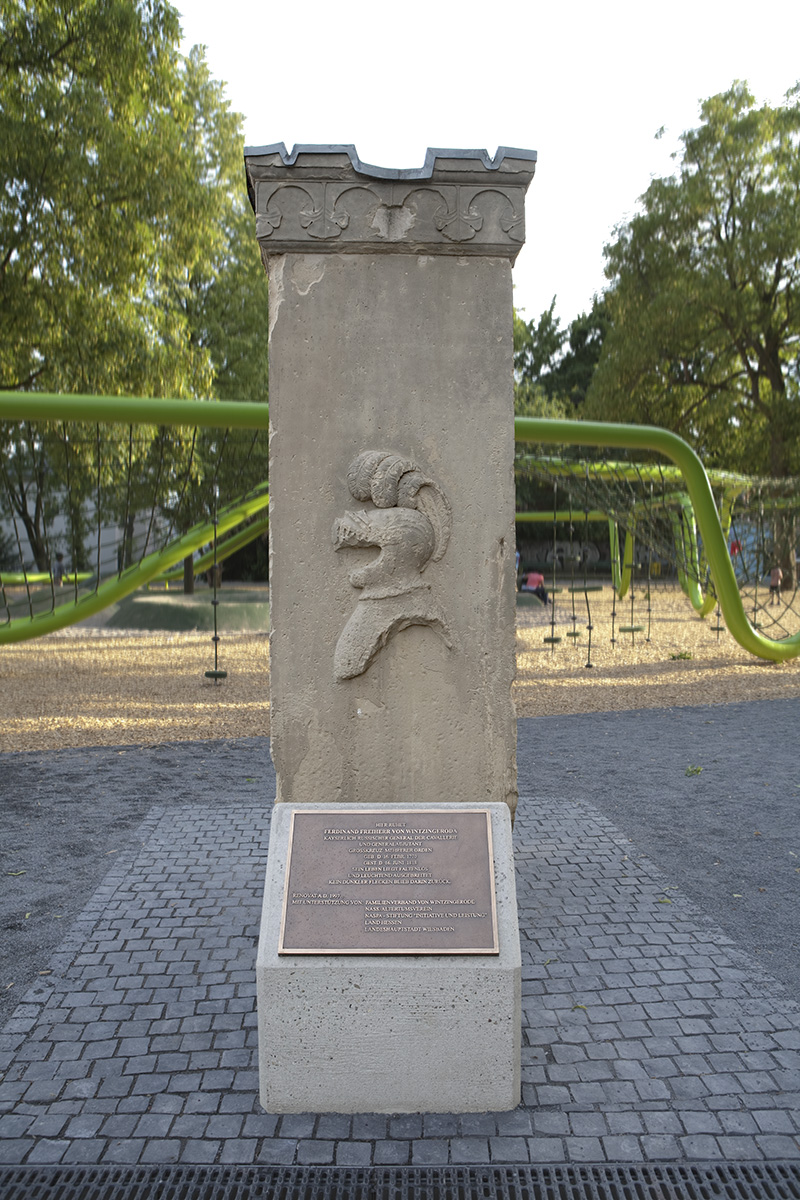
Grabmal Ferdinand Freiherr von Wintzingerode

Der Friedhof an der Heidenmauer (auch Friedhof am Römertor) war von 1573 bis zu seiner Schließung im Jahr 1832 ein Friedhof der Stadt Wiesbaden.

## Lage
Der Friedhof an der Heidenmauer lag südlich der römischen Heidenmauer, östlich der Coulinstraße und erstreckte sich westlich bis zum Schulberg. Die westliche Friedhofsmauer war zugleich die Stadtmauer. Der Zugang von der Langgasse hieß noch bis 1902 Kirchhofgasse (heute Am Römertor). Von dort gab es zum Erreichen des Friedhofes einen Durchbruch durch die Heidenmauer (Heidnische Pforte).

## Geschichte
Nachdem bis ins 16. Jahrhundert die Toten der Stadt Wiesbaden auf dem Totenhof der Mauritiuskirche und auch in der Kirche selbst bestattet wurden, wurde aufgrund steigender Bevölkerungszahlen und auch aus hygienischen Gründen die Neuanlage eines Friedhofes am nordwestlichen Stadtrand südlich der Heidenmauer beschlossen. Die erste Beerdigung fand 1573 statt. Zunächst wurden hier nur Arme bestattet, gegen Zahlung von Gebühren ließen sich reiche Wiesbadener Bürger auch weiterhin in oder an der Mauritiuskirche beisetzen. Fürst Georg August von Nassau ließ jedoch im Jahr 1690 den Kirchhof schließen und der Friedhof an der Heidenmauer wurde zur Hauptbegräbnisstätte der Wiesbadener. Ebenfalls 1690 entstand ein Armen- und Spitalfriedhof am Hospital am Kochbrunnen. Die rasch anwachsende Bevölkerung machte Erweiterungen des Heidenmauerfriedhofes 1753, 1820 und 1821 den Schulberg hinauf notwendig, womit auch ein Versetzen der Stadtmauer einherging. Dennoch musste aufgrund des Platzmangels der Friedhof am 6. September 1832 endgültig geschlossen werden. Die Toten wurden seitdem ausschließlich auf dem neu entstandenen Totenhof an der Platter Chaussee beerdigt. 1886 erfolgte die Umwandlung des Areals zu einer Parkanlage, die für die Allgemeinheit freigegeben wurde. Für den Bau der Coulinstraße Anfang 1901 musste ein Teil der Gräber weichen, sie wurden auf den Friedhof an der Platter Chaussee umgebettet. Nach dem 2. Weltkrieg wurde das Areal zwischen Coulinstraße und Schulberg in eine Grünfläche mit Spielplatz umgewandelt, die Grabsteine wurden bis auf das Pfeilergrab von Ferdinand Freiherr von Wintzingerode entfernt oder sind verschollen. Wenige Zeugnisse des alten Friedhofes werden heute im Museum Wiesbaden aufbewahrt.

## Persönlichkeiten
- Freiherr Carl Friedrich August Philipp von Dalwigk-Lichtenfels (1761–1825), deutscher Jurist und Präsident des Oberappellationsgerichts
- Wilhelm von Wolzogen (1762–1809), Diplomat. Jugendfreund und Schwager von Friedrich von Schiller
- Ferdinand Freiherr von Wintzingerode (1770–1818), deutscher Adliger und Offizier
- Christian Zais (1770–1820), deutscher Architekt, Bauinspektor und Wiesbadener Stadtplaner. Das Grab wurde später auf den Friedhof Platter Straße überführt.
- Karoline Luise Friederike von Wied-Runkel, geb. Prinzessin von Nassau-Weilburg (1770–1828)
- Friedrich August Lehr (1771–1831), Geheimrat und Leibarzt des nassauischen Herzogs Wilhelm I.
- Ludwig Schellenberg (1772–1834), Buchhändler, Buchdrucker und Verleger
- Justus von Gruner (1777–1820), preußischer Geheimer Staatsrat